# Phyllomedusa chaparroi
Phyllomedusa chaparroi é uma espécie de anfíbio anuro da família Phyllomedusidae. O seu estado de conservação ainda não foi avaliado pela Lista Vermelha da UICN. Está presente no Peru.